# Svein Dag Hauge

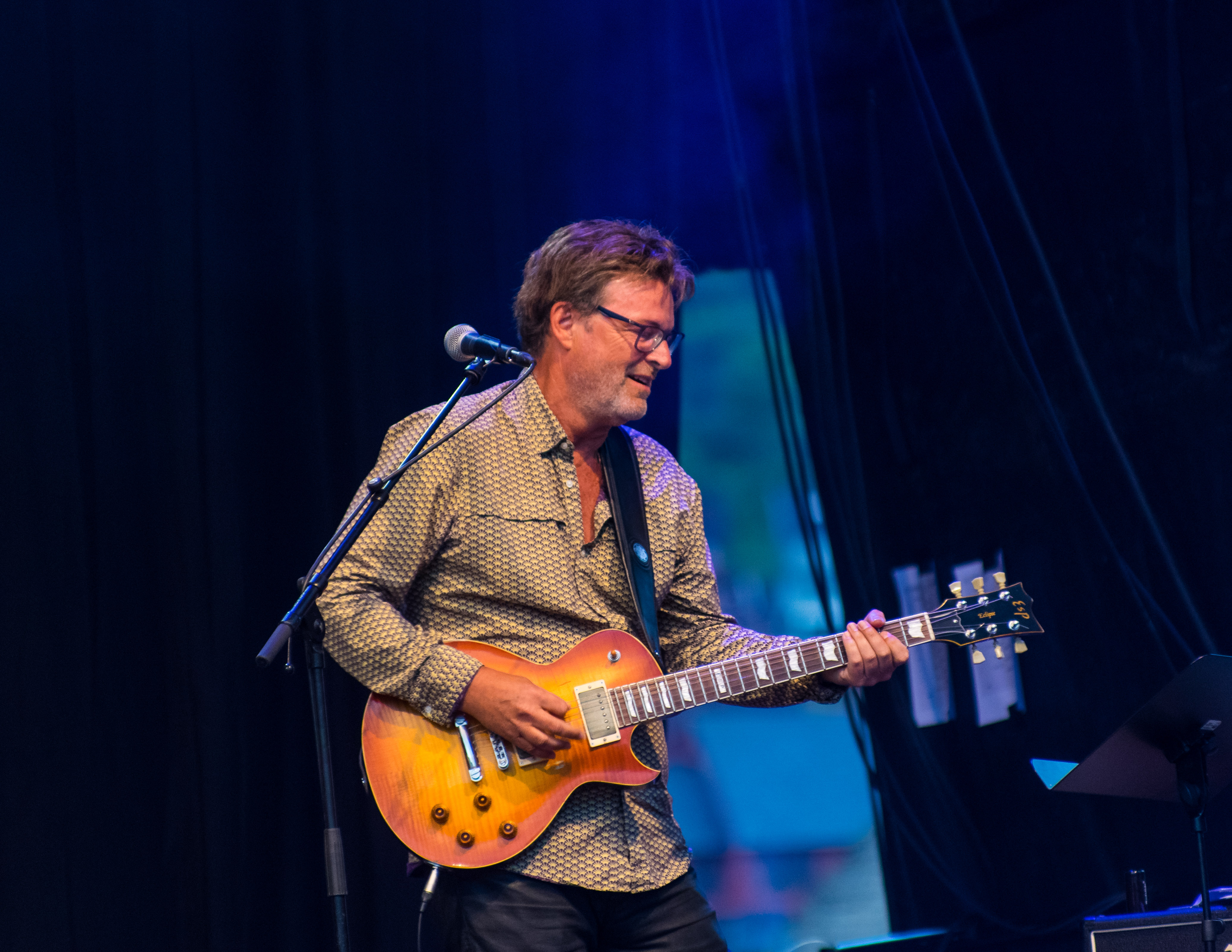
Svein Dag Hauge, 2021

Svein Dag Hauge (* 23. Oktober 1959) ist ein norwegischer Gitarrist, Songwriter und Musikproduzent.
Hauge begann als Schlagzeuger, bevor er sechzehnjährig zur Gitarre wechselte. 1977 gründete er mit dem Schlagzeuger Per Hillestad, dem Bassisten Kjell Hestetun und dem Keyboarder Stein Eriksen die Jazzrock-Band Lava, mit der er – in wechselnder Besetzung – drei Alben veröffentlichte. Ab 1983 tourte die Band zehn Jahre lang mit Randy Crawford u. a. durch Japan, Australien, den Arabischen Emiraten, Simbabwe und Swasiland und gab zwei Konzerte in der ausverkauften Royal Albert Hall. Daneben und danach entstand eine Reihe weiterer eigener Alben.
Außerdem arbeitete Hauge mit Musikern wie Jahn Teigen, Trond-Viggo Torgersen, Eigil Berg, Marius Müller, Hilde Heltberg, Randi Hansen, Ketil Stokkan, Alf Kranner, Halvdan Sivertsen, Torhild Nigar, Maria Mena, Odd René Andersen und Pål Thowsen. In seinem Studio ProTools entstanden u. a. die Alben Innerst i Sjelen von Sissel Kyrkjebø und Beneath My Skin von Trine Rein.